# Майкл Кроу (хокеїст на траві)
Майкл Кроу (англ. Michael Crowe, 14 серпня 1942) — британський хокеїст на траві. Гра за клуб за «Саутґейт» з Лондона. Учасник літніх Олімпійських ігор 1972 в Мюнхені, де його збірна посіла 6-те місце. Зіграв 8 матчів і забив 1 гол у ворота збірної Кенії. 